# Zelo Buon Persico
Zelo Buon Persico – miejscowość i gmina we Włoszech, w regionie Lombardia, w prowincji Lodi.
Według danych na rok 2004 gminę zamieszkiwało 5189 osób, 288,3 os./km².